# Парламентские выборы в Сенегале (2007)
Парламентские выборы в Сенегале проходили 3 июня 2007 года. Первоначально планировалось провести их одновременно с президентскими выборами 25 февраля 2007 года, но они были перенесены. В выборах принимало участие 14 партий и коалиций при бойкоте со стороны многих крупных партий. Правящая Коалиция Сопи, включавшая Сенегальскую демократическую партию, получила 131 место парламента, включая 90 мест, избиравшихся по мажоритарным округам.

## Избирательная система
В конце марта Национальное собрание приняло закон, требующий гендерного паритета в национальных партийных списках, который был поддержан Вадом. Однако, в начале апреля Социалистическая партия подала апелляцию против закона, поэтому закон ещё не действовал на момент выборов 2007 года. 
На выборах баллотировалось 4 тыс. кандидатов, которые претендовали на 150 мест Национального собрания. 90 депутатов парламента избирались большинством голосов, а оставшиеся 60 — по пропорциональной системе. Предвыборная кампания проходила с 13 мая по 1 июня.

## Предвыборная обстановка
2 апреля оппозиционные партии, в том числе правящая Социалистическая партия и партия Ревми Идриссы Сек, который занял 2-е место на президентских выборах, объявили, что будут бойкотировать выборы, утверждая, что список избирателей был переписан. Они требовали, чтобы список избирателей был пересмотрен и чтобы была создана новая независимая избирательная комиссия. Они также тревовали увольнения министра внутренних дел Усмана Нгома и также заявляли, что границы избирательных округов были изменены в пользу Демократической партии президента Абдулая Вада и требовали их переделать. Вад отказался от переговоров и заявил, что они могут бойкотировать выборы, если пожелают. 
5 апреля было объявлено, что коалиция Анд Дефаар Сенегал, в том числе And-Jëf/Африканская партия за демократию и социализм, будут участвовать в выборах, а их представитель заявил, что бойкот политически неэффективен. 6 апреля несколько крупных партий, бойкотирующих выборы заявили, что они отозвали свои гарантии в 15 миллионов франков КФА, чтобы лишить законной силы свои кандидатуры, сославшись на нежелание Вада вступить в переговоры. В результате 15 партий и коалиций подали партийные списки на участие в выборах. Из них 14 списков были одобрены.

## Результаты
| Партия                                                                                    | Голоса    | %     | Места |
| ----------------------------------------------------------------------------------------- | --------- | ----- | ----- |
| Коалиция Сопи 2007                                                                        | 1 190 609 | 69,21 | 131   |
| Коалиция Такку Дефараат Сенегал                                                           | 86 621    | 5,04  | 3     |
| Коалиция Анд Дефаар Сенегал                                                               | 84 998    | 4,94  | 3     |
| Ваар Ви                                                                                   | 74 919    | 4,35  | 3     |
| Объединение за народ                                                                      | 73 083    | 4,25  | 2     |
| Фронт за социализм и демократию                                                           | 37 427    | 2,18  | 1     |
| Альянс за прогресс, справедливость Jëf-Jël                                                | 33 297    | 1,94  | 1     |
| Объединение за обновление и гражданство                                                   | 30 658    | 1,78  | 1     |
| Истинная социалистическая партия                                                          | 26 320    | 1,53  | 1     |
| Национальный патриотический союз/Tekki                                                    | 22 271    | 1,29  | 1     |
| Реформистское движение за социальное развитие                                             | 20 041    | 1,16  | 1     |
| Объединение экологов Сенегала                                                             | 17 267    | 1,00  | 1     |
| Социал-демократическая партия                                                             | 15 968    | 0,93  | 1     |
| Сенегальское патриотическое объединение                                                   | 6847      | 0,40  | 0     |
| Недействительных/пустых бюллетеней                                                        | 18 349    | –     | –     |
| Всего                                                                                     | 1 738 675 | 100   | 150   |
| Зарегистрированных избирателей/ Явка                                                      | 5 004 096 | 34,7  | –     |
| Источник: African Elections Database Архивная копия от 31 августа 2018 на Wayback Machine |           |       |       |